# Калвађезе дела Ривијера
Калвађезе дела Ривијера (итал. Calvagese della Riviera) је насеље у Италији у округу Бреша, региону Ломбардија.
Према процени из 2011. у насељу је живело 728 становника. Насеље се налази на надморској висини од 221 м.

## Становништво
| 1951. | 1961. | 1971. | 1981. | 1991. | 2001. | 2011. |
| ----- | ----- | ----- | ----- | ----- | ----- | ----- |
| 1.956 | 1.933 | 1.767 | 1.866 | 1.993 | 2.539 | 3.461 |